# Parmo Ferslew
Parmo Karl Ferslew eller Ferslev (født 17. marts 1883 i Kolding, død 22. november 1951 i Holbæk) var en dansk fodboldspiller.
Ferslew spillede halfback i KB og vandt guldmedalje med det uofficielle danske hold (et udvalgt hold fra KBU) ved OL 1906.
Ferslew var søn af købmand Albrecht K.I.L.M. Ferslev og hustru Pouline K. Langkjær.